# Charlotte E. Pauly

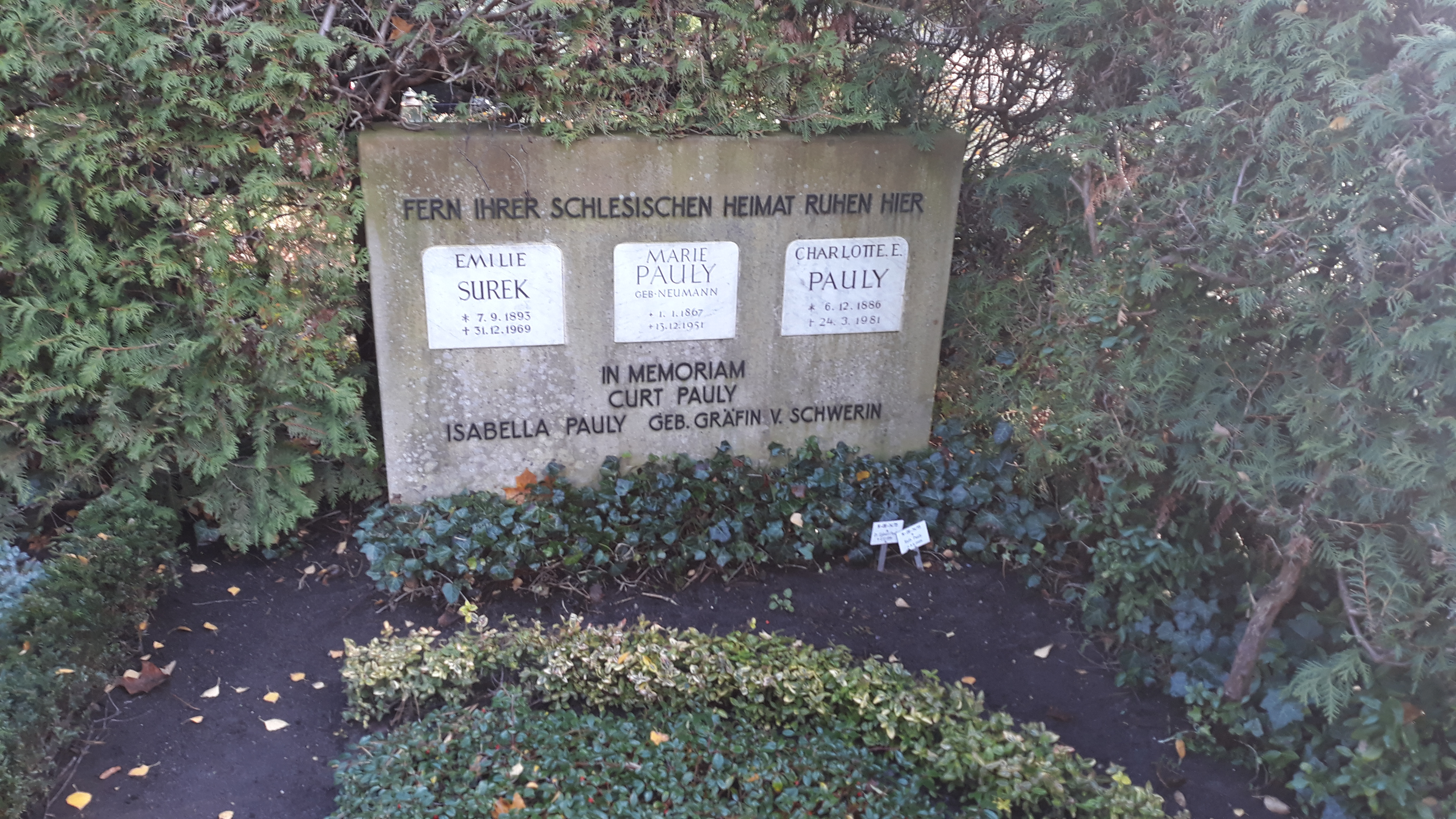
Das Grab von Charlotte E. Pauly auf dem Friedhof Friedrichshagen in Berlin.

Charlotte Elfriede Pauly (* 6. Dezember 1886 in Stampen Landkreis Oels, Schlesien; † 24. März 1981 in Berlin) war eine deutsche Malerin und Schriftstellerin. Bekannt wurde sie vor allem mit ihrer Druckgrafik, in der sie Motive und Erlebnisse ihrer ausgedehnten Aufenthalte in Spanien, Portugal, Persien und im Nahen Osten in den 1920er und 1930er Jahren bearbeitete.

## Leben

### Kindheit, Jugend, Ausbildung
Charlotte E. Pauly wurde als Tochter des Großpächters Adolf Pauly und dessen Frau Marie geboren. Sie besuchte das Mädcheninternat in Bolkenhain und das Realgymnasium in Breslau. Nach einem  Abschluss in Zoologie studierte sie von 1909 bis 1915 Kunstgeschichte, klassische Archäologie, Literaturgeschichte und Philosophie in Heidelberg, Berlin und Freiburg. 1915 promovierte Pauly in Würzburg zum Thema Der venezianische Lustgarten. Seine Entwicklung und seine Beziehungen zur venezianischen Malerei (1916 publiziert im Heitz Verlag, Straßburg). 1913/1914 unternahm sie zu diesem Zweck Forschungsreisen durch Italien. Hier entstand der Plan, Malerin zu werden. 1917 studierte sie an der Stuttgarter Kunstgewerbeschule bei Bernhard Pankok.

### Reisen
Nach einigen Jahren im heimischen Riesengebirge unternahm Pauly 1925/26 und 1928/29 ausgedehnte Reisen nach Spanien, wo sie in Madrid Schülerin des Malers Daniel Vázquez Díaz (1882–1969) wurde und unter anderem Federico García Lorca ins Deutsche übersetzte. 1928 erschien Die glückliche Halbinsel, ein Buch mit ihren Reiseaufzeichnungen. Vom Spätsommer 1929 an hielt sie sich mit Unterbrechungen bis Februar 1932 in Nazaré in Portugal auf. Von dort brach sie zu einer großen Orientreise auf, die sie bis Dezember 1932 durch Griechenland, Libanon, Palästina, Syrien, den Irak und Persien sowie durch den Süden der Sowjetunion führte.

### Jahre in Agnetendorf
1933 nahm sie an einer Großausstellung in Breslau teil. Als Beginn der Diffamierungen durch die Nationalsozialisten wurde sie aus dem Künstlerbund ausgeschlossen und erhielt ein Ausstellungsverbot. Nach der Rückkehr nach Schlesien verlegte Pauly 1933 ihren Wohnsitz nach Agnetendorf. Dort freundete sie sich mit Gerhart Hauptmann und dessen Frau Margarete an. Sie fertigte Illustrationen zu Hauptmanns Insel der großen Mutter. Nach Hauptmanns Tod am 6. Juni 1946 konnte Pauly mit dem Sonderzug, der den Leichnam des Dichters in die Sowjetische Besatzungszone überführte, aus dem polnisch gewordenen Agnetendorf ausreisen und ließ sich im Ost-Berliner Stadtteil Berlin-Friedrichshagen nieder.

### Berliner Jahre
In Berlin knüpfte Pauly Kontakte zu zahlreichen bildenden Künstlern der DDR, darunter Dieter Goltzsche, Egmont Schaefer und Sella Hasse. Es folgen Reisen nach England, in die Schweiz, nach Ungarn, Bulgarien und in die Bundesrepublik Deutschland. 1958 macht sie die Bekanntschaft des Grafikers Herbert Tucholski und entwickelte eine Reihe von Druckgrafiken mit Reiseeindrücken als Motiv. Im hohen Alter erfuhr sie erstmals eine breitere öffentliche Anerkennung und konnte ihre Werke in zahlreichen Ausstellungen zeigen. Ihre schriftstellerischen Arbeiten kursierten als Abschriften in ihrem großen Freundes- und Bekanntenkreis, zu dem außer den oben Genannten auch der Schriftsteller Johannes Bobrowski und der Liedermacher Wolf Biermann gehörten. In ihren letzten Lebensjahren war Pauly in Ost-Berlin „so etwas wie eine Institution“. Sie wurde auf dem Evangelischen Friedhof Berlin-Friedrichshagen bestattet.
Berlin ehrte Pauly postum, indem 1998 in Friedrichshagen eine neue Straße zwischen Aßmannstraße und Müggelseedamm den Namen Charlotte-E.-Pauly-Straße erhielt.

## Bildnerische Darstellung Charlotte E. Paulys

### Darstellung in der bildenden Kunst
- Frank Glaser: Dr. Charlotte Pauly (1972, Öl, 80 × 100 cm)[4]

### Fotografische Darstellung
- Christian Borchert: Die Malerin Charlotte E. Pauly im Freien (1976)[5]

## Werk

### Schriftstellerische Arbeiten
- Die glückliche Halbinsel. Straßburg 1928.
- Der Tiger und die Harfe. Roman aus dem schlesischen Barock. Hamburg 1944.

### Ausstellungskataloge und Dissertation
- Anita Kühnel: Charlotte E. Pauly. Katalog zur Ausstellung des Kupferstichkabinetts der Staatlichen Museen zu Berlin. Berlin 1986.
- Johanna Brade: Die glückliche Halbinsel. Katalog zur Ausstellung der Stiftung Schlesisches Museum zu Görlitz. Görlitz 2000.

## Filmografie
- 1980: Heute abend und morgen früh (Diplomfilm)